# بابابزرگ عضو گروه مقاومت است
بابابزرگ عضو گروه مقاومت است (انگلیسی: Gramps Is in the Resistance) یک فیلم فرانسوی به کارگردانی ژان-ماری پواره و محصول سال ۱۹۸۳ است.